# Winnetka (Illinois)
Winnetka es una villa ubicada en el condado de Cook en el estado estadounidense de Illinois. En el Censo de 2020 tenía una población de 12 744 habitantes y una densidad poblacional de 1290 personas por km². Es la ciudad natal del actor de cine Rock Hudson (1925-1985) y del cantautor Richard Marx (1963).

## Geografía
Winnetka se encuentra ubicada en las coordenadas 42°6′22″N 87°44′34″O / 42.10611, -87.74278, al noreste del estado, a la orilla del lago Míchigan. Según la Oficina del Censo de los Estados Unidos, Winnetka tiene una superficie total de 10.08 km², de la cual 9.87 km² corresponden a tierra firme y (2.13%) 0.21 km² es agua.

## Demografía
Según el censo de 2010, había 12187 personas residiendo en Winnetka. La densidad de población era de 1.208,69 hab./km². De los 12187 habitantes, Winnetka estaba compuesto por el 94.81% blancos, el 0.27% eran afroamericanos, el 0.09% eran amerindios, el 3.31% eran asiáticos, el 0.02% eran isleños del Pacífico, el 0.34% eran de otras razas y el 1.17% pertenecían a dos o más razas. Del total de la población el 2.22% eran hispanos o latinos de cualquier raza.